# Gliss Riffer
Gliss Riffer è il quarto album in studio del musicista statunitense Dan Deacon, pubblicato nel 2015.

## Tracce
1. Feel the Lightning – 4:53
2. Sheathed Wings – 4:08
3. When I Was Done Dying – 4:18
4. Meme Generator – 4:31
5. Mind on Fire – 3:51
6. Learning to Relax – 6:44
7. Take It to the Max – 7:48
8. Steely Blues – 7:35